# طواف كولومبيا 1995
طواف كولومبيا 1995 هو سباق دراجات هوائية أقيم بتاريخ أبريل 18 – مايو 1، تكون السباق من 13 مرحلة وامتدّ لمسافة 1927 كم بسرعة 36.0364 كم/س، استغرق السباق 53 ساعة 28 دقيقة 25 ثانية.